# Deklaracija o neovisnosti Estonije
Deklaracija o neovisnosti Estonije ili Manifest narodā Estonije (est.: Manifest Eestimaa rahvastele) osnivački je akt Republike Estonije donesen 24. veljače 1918., kojim je formalno proglašena neovisnost Estonije. Danas se 24. veljače u Estoniji slavi kao Dan neovisnosti. Manifest, odnosno Deklaraciju, sastavio je Odbor za spas Estonije, čije su članove izabrali starješine Estonske provincijske skupštine. Izvorno je planirano da se Manifest proglasi 21. veljače, ali je objava odgođena za popodnevne sate 23. veljače, kada je Manifest tiskan i javno pročitan u Pärnuu. Sljedećega dana, kada je i stupio na snagu, javno je pročitan u glavnom gradu Tallinnu.
Deklaracija o neovisnosti donesena je u vrlo turbulentnom razdoblju estonske povijesti, tijekom Prvoga svjetskog rata. Estonija je bila rastegnuta između ruskih trupa u povlačenju i nadolazećih njemačkih trupa, koje će izvršiti okupaciju zemlje u posljednjim mjesecima rata. Premda je ratna situacija gotovo paralizirala zemlju, Maapäev (Provincijska skupština) je uspio ovlastiti Odbor za spas Estonije da izradi deklaraciju o neovisnosti Estonije. Iako je situacija i dalje bila neizvjesna, jer ni Rusi ni Nijemci nisu priznali novoproglašenu republiku, poraz Centralnih sila i kapitulacija Njemačke u studenome 1918. doveli su do povlačenja njemačkih postrojbi iz zemlje, te su Nijemci formalno predali vlast Privremenoj vladi Estonije 19. studenoga 1918. godine.
No, boljševička Rusija također nije bila zadovoljna proglašenjem estonske neovisnosti te je nakon 10 dana izvršila invaziju na zemlju kojom će započeti Estonski rat za neovisnost. Rat je formalno završen 2. veljače 1920. godine, kada su zaraćene strane potpisale sporazum u Tartuu. Sporazumom je formalno priznata neovisnost Estonije, koja će 1921. godine postati punopravna članica Lige naroda.

## Vanjske poveznice
- Estonian Declaration of Independence, 24 February 1918 at www.president.ee